# Emilia-Romagna vasútállomásainak listája

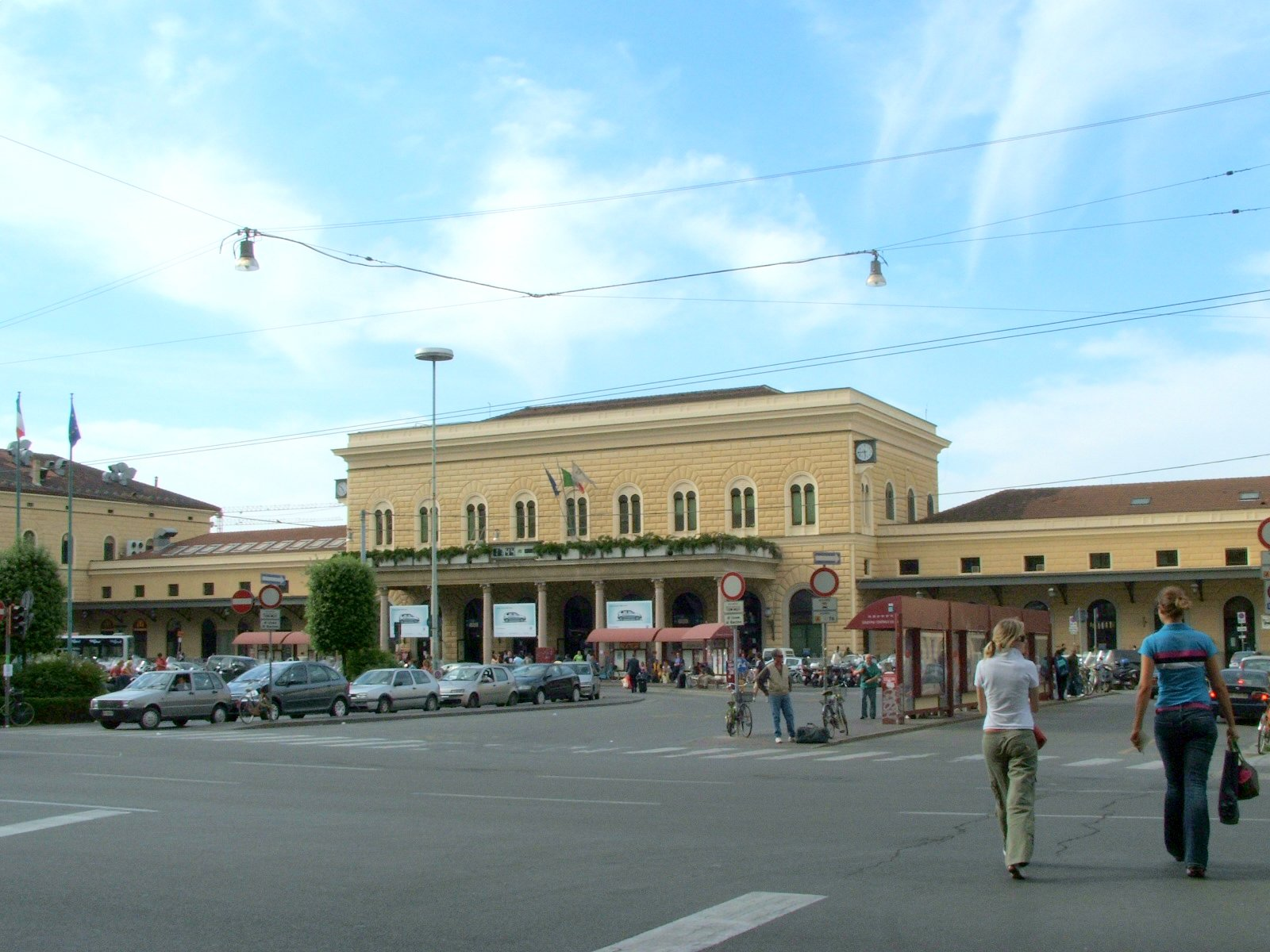
Stazione di Bologna Centrale

Emilia-Romagna

Ez a lista az olasz Emilia-Romagna régió vasútállomásait sorolja fel ábécé sorrendben.

## A lista
| Állomás neve                                        | Cím                                     | Közigazgatási egység        | Megye | Hálózat         | Kategória |
| --------------------------------------------------- | --------------------------------------- | --------------------------- | ----- | --------------- | --------- |
| Stazione di Alfonsine                               | Viale Stazione, 44                      | Alfonsine                   | RA    | RFI             | bronz     |
| Stazione di Anzola dell’Emilia                      | Via Goldoni                             | Anzola dell’Emilia          | BO    | RFI             | bronz     |
| Stazione di Argenta                                 | Via Circonvallazione, 4                 | Argenta                     | FE    | RFI             | ezüst     |
| Stazione di Bagnacavallo                            | Via Chiusa, 17                          | Bagnacavallo                | RA    | RFI             | ezüst     |
| Stazione di Barbiano                                | Via Cavecchia, 42                       | Cotignola                   | RA    | RFI             | bronz     |
| Stazione di Bellaria                                | Piazzale Gramsci, 43                    | Bellaria–Igea Marina        | RN    | RFI             | ezüst     |
| Stazione di Berceto                                 | Piazza Stazione                         | Berceto                     | PR    | RFI             | bronz     |
| Stazione di Biagioni-Lagacci                        | Via Traversa di Pracchia                | Alto Reno Terme             | BO    | RFI             | bronz     |
| Stazione di Bologna Borgo Panigale                  | Via Marco Celio, 23                     | Bologna                     | BO    | RFI             | ezüst     |
| Stazione di Bologna Centrale                        | Piazza Medaglie d'Oro                   | Bologna                     | BO    | Grandi Stazioni | platinum  |
| Stazione di Bologna Centrale AV                     | Piazza Medaglie d'Oro                   | Bologna                     | BO    | Grandi Stazioni | platinum  |
| Stazione di Bologna Corticella                      | Via Corticella 311                      | Bologna                     | BO    | RFI             | bronz     |
| Stazione di Bologna Mazzini                         | Via Emilia Levante                      | Bologna                     | BO    | RFI             | bronz     |
| Stazione di Bologna San Ruffillo                    | P.le Luciano ANCESCHI n° 6, 8, 10       | Bologna                     | BO    | RFI             | ezüst     |
| Stazione di Bologna San Vitale                      | via Rimesse                             | Bologna                     | BO    | RFI             | bronz     |
| Stazione di Borgo Val di Taro                       | Piazzale Marconi                        | Borgo Val di Taro           | PR    | RFI             | ezüst     |
| Stazione di Borgonuovo                              | Via Cartiera 49                         | Sasso Marconi               | BO    | RFI             | bronz     |
| Stazione di Brisighella                             | Via De Gasperi n. 12/a                  | Brisighella                 | RA    | RFI             | bronz     |
| Stazione di Busseto                                 | Piazzale Stazione 2                     | Busseto                     | PR    | RFI             | ezüst     |
| Stazione di Cadeo                                   | Via della FerroVia, 1                   | Cadeo                       | PC    | RFI             | bronz     |
| Stazione di Calderara-Bargellino                    | Via Torretta                            | Calderara di Reno           | BO    | RFI             | bronz     |
| Stazione di Camposanto                              | Via G. Marconi                          | Camposanto                  | MO    | RFI             | bronz     |
| Stazione di Carbona                                 | Via S.S. Porrettana                     | Vergato                     | BO    | RFI             | bronz     |
| Stazione di Carpi                                   | Piazzale della Stazione                 | Carpi                       | MO    | RFI             | ezüst     |
| Stazione di Casalecchio di Reno                     | Via Ronzani, 6                          | Casalecchio di Reno         | BO    | RFI             | ezüst     |
| Stazione di Casalecchio Garibaldi                   | Via della Stazione, 1                   | Casalecchio di Reno         | BO    | RFI             | bronz     |
| Stazione di Castel San Giovanni                     | Via Morselli 24                         | Castel San Giovanni         | PC    | RFI             | ezüst     |
| Stazione di Castel San Pietro Terme                 | Via A. Gramsci, 838/a                   | Castel San Pietro Terme     | BO    | RFI             | ezüst     |
| Stazione di Castelbolognese-Riolo Terme             | Piazza Stazione, 1                      | Castel Bolognese            | RA    | RFI             | ezüst     |
| Stazione di Casteldebole                            | Via Caduti di Casteldebole              | Bologna                     | BO    | RFI             | bronz     |
| Stazione di Castelfranco Emilia                     | Via Marconi, 15                         | Castelfranco Emilia         | MO    | RFI             | ezüst     |
| Stazione di Castelguelfo                            | Piazzale Stazione, 2                    | Fontevivo                   | PR    | RFI             | bronz     |
| Stazione di Castelmaggiore                          | Via della Stazione, 2                   | Castel Maggiore             | BO    | RFI             | bronz     |
| Stazione di Castelvetro                             | Via Martiri della Libertà, 5            | Castelvetro Piacentino      | PC    | RFI             | bronz     |
| Stazione di Castione dei Marchesi                   | Via Castione, 45                        | Fidenza                     | PR    | RFI             | bronz     |
| Stazione di Cattolica-San Giovanni-Gabicce          | Piazzale Stazione, 2                    | Cattolica                   | RN    | RFI             | ezüst     |
| Stazione di Cervia-Milano Marittima                 | Viale Stazione, 38                      | Cervia                      | RA    | RFI             | ezüst     |
| Stazione di Cesena                                  | Piazza Sanguinetti, 212                 | Cesena                      | FC    | Centostazioni   | ezüst     |
| Stazione di Cesenatico                              | Piazza Bassi, 1                         | Cesenatico                  | FC    | RFI             | ezüst     |
| Stazione di Classe                                  | Via Classense, 90                       | Ravenna                     | RA    | RFI             | bronz     |
| Stazione di Collecchio                              | Viale Libertà n. 67                     | Collecchio                  | PR    | RFI             | bronz     |
| Stazione di Colorno                                 | Via Roma 11                             | Colorno                     | PR    | RFI             | bronz     |
| Stazione di Conselice                               | Via Roma, 32                            | Conselice                   | RA    | RFI             | bronz     |
| Stazione di Coronella                               | Via Imperiale                           | Poggio Renatico             | FE    | RFI             | bronz     |
| Stazione di Cotignola                               | Via Vassura, 2                          | Cotignola                   | RA    | RFI             | bronz     |
| Stazione di Crevalcore                              | Viale della Pace, 36                    | Crevalcore                  | BO    | RFI             | ezüst     |
| Stazione di Faenza                                  | Piazza C. Battisti, 7                   | Faenza                      | RA    | Centostazioni   | arany     |
| Stazione di Ferrara                                 | Piazzale Stazione, 28                   | Ferrara                     | FE    | Centostazioni   | arany     |
| Stazione di Fidenza                                 | Pzza. della Repubblica                  | Fidenza                     | PR    | RFI             | ezüst     |
| Stazione di Fiorenzuola                             | Largo Marconi, 4                        | Fiorenzuola d’Arda          | PC    | RFI             | ezüst     |
| Stazione di Fognano                                 | Via Stazione n. 36                      | Brisighella                 | RA    | RFI             | bronz     |
| Stazione di Forlì                                   | Piazza Martiri d'Ungheria, 1            | Forlì                       | FC    | Centostazioni   | arany     |
| Stazione di Forlimpopoli-Bertinoro                  | Via Roma, 21                            | Forlimpopoli                | FC    | RFI             | bronz     |
| Stazione di Fornovo                                 | Via Gramsci                             | Fornovo di Taro             | PR    | RFI             | ezüst     |
| Stazione di Funo Centergross                        | Strada Provinciale Galliera             | Argelato                    | BO    | RFI             | bronz     |
| Stazione di Gaibanella                              | Via Palmirano, 99                       | Ferrara                     | FE    | RFI             | bronz     |
| Stazione di Galliera                                | Strada Provinciale di Galliera 2        | Galliera                    | BO    | RFI             | ezüst     |
| Stazione di Gambettola                              | Piazza Martiri d'Ungheria, 2            | Gambettola                  | FC    | RFI             | ezüst     |
| Stazione di Gatteo a Mare                           | Via Nazioni, 74                         | Gatteo                      | FC    | RFI             | bronz     |
| Stazione di Glorie                                  | Via della Stazione                      | Bagnacavallo                | RA    | RFI             | bronz     |
| Stazione di Godo                                    | Viale Baracca, 17                       | Russi                       | RA    | RFI             | bronz     |
| Stazione di Granarolo Faentino                      | Via Donati, 16                          | Faenza                      | RA    | RFI             | bronz     |
| Stazione di Grizzana                                | Via della Stazione                      | Grizzana Morandi            | BO    | RFI             | ezüst     |
| Stazione di Igea Marina                             | Viale Ennio                             | Bellaria–Igea Marina        | RN    | RFI             | bronz     |
| Stazione di Imola                                   | Piazza Marabini, 7                      | Imola                       | BO    | RFI             | ezüst     |
| Stazione di Lama di Reno                            | Via Lama di Reno                        | Marzabotto                  | BO    | RFI             | bronz     |
| Stazione di Lavezzola                               | Via Ricci, 21                           | Conselice                   | RA    | RFI             | ezüst     |
| Stazione di Lido di Classe-Lido di Savio            | Viale Stazione, 30                      | Ravenna                     | RA    | RFI             | ezüst     |
| Stazione di Lugo                                    | Piazzale Pascoli, 2                     | Lugo                        | RA    | RFI             | ezüst     |
| Stazione di Marzabotto                              | Via Vittorio Veneto, 26                 | Marzabotto                  | BO    | RFI             | ezüst     |
| Stazione di Massalombarda                           | Via A. Costa, 71                        | Massa Lombarda              | RA    | RFI             | bronz     |
| Stazione di Medesano                                | Piazza Stazione - Strada Carnevale n. 5 | Medesano                    | PR    | RFI             | bronz     |
| Stazione di Mezzani-Rondani                         | Via Stazione                            | Mezzani                     | PR    | RFI             | bronz     |
| Stazione di Mezzano                                 | Viale Stazione, 18                      | Ravenna                     | RA    | RFI             | bronz     |
| Stazione di Mirandola                               | Viale Gramsci, 322                      | Mirandola                   | MO    | RFI             | ezüst     |
| Stazione di Misano Adriatico                        | Via Repubblica, 90                      | Misano Adriatico            | RN    | RFI             | ezüst     |
| Stazione di Modena                                  | Piazza Dante, 14                        | Modena                      | MO    | Centostazioni   | arany     |
| Stazione di Molino del Pallone                      | Via Molino del Pallone , 50             | Granaglione                 | BO    | RFI             | bronz     |
| Stazione di Montesanto                              | Via Amendola, 1                         | Voghiera                    | FE    | RFI             | bronz     |
| Stazione di Monzuno-Vado                            | Via della Stazione 7                    | Monzuno                     | BO    | RFI             | ezüst     |
| Stazione di Musiano-Pian di Macina                  | via Dino Casalini                       | Pianoro                     | BO    | RFI             | bronz     |
| Stazione di Osteria Nuova                           | Via Berlinguer                          | Sala Bolognese              | BO    | RFI             | bronz     |
| Stazione di Ostia Parmense                          | Piazza stazione                         | Borgo Val di Taro           | PR    | RFI             | bronz     |
| Stazione di Ozzano dell'Emilia                      | Via dello Sport                         | Ozzano dell’Emilia          | BO    | RFI             | ezüst     |
| Stazione di Ozzano Taro                             | Via Qualatico                           | Collecchio                  | PR    | RFI             | bronz     |
| Stazione di Parma                                   | Piazzale C.A. Dalla Chiesa 11           | Parma                       | PR    | Centostazioni   | arany     |
| Stazione di Piacenza                                | Piazzale Marconi, 8                     | Piacenza                    | PC    | Centostazioni   | arany     |
| Stazione di Pian di Venola                          | Via Pian di Venola                      | Marzabotto                  | BO    | RFI             | bronz     |
| Stazione di Pianoro                                 | Via Nazionale, 156                      | Pianoro                     | BO    | RFI             | ezüst     |
| Stazione di Pioppe di Salvaro                       | Via Salvaro, 17                         | Marzabotto                  | BO    | RFI             | ezüst     |
| Stazione di Poggio Renatico                         | Viale Stazione, 3                       | Poggio Renatico             | FE    | RFI             | ezüst     |
| Stazione di Pontecchio Marconi                      | Via Vizzano, 48                         | Sasso Marconi               | BO    | RFI             | bronz     |
| Stazione di Ponte della Venturina                   | Via Pracchia, 76                        | Alto Reno Terme             | BO    | RFI             | bronz     |
| Stazione di Pontelagoscuro                          | Via Aminta 9                            | Ferrara                     | FE    | RFI             | bronz     |
| Stazione di Pontenure                               | Via della Stazione, 7                   | Pontenure                   | PC    | RFI             | bronz     |
| Stazione di Porretta Terme                          | Piazzale Protche, 12                    | Porretta Terme              | BO    | RFI             | ezüst     |
| Stazione di Portomaggiore                           | Via C.Battisti 13                       | Portomaggiore               | FE    | RFI             | ezüst     |
| Stazione di Quattro Ville                           |                                         | Modena                      | MO    | RFI             | bronz     |
| Stazione di Rastignano                              | Via del Cappello                        | Pianoro                     | BO    | RFI             | bronz     |
| Stazione di Ravenna                                 | Piazzale Farini, 13                     | Ravenna                     | RA    | Centostazioni   | arany     |
| Stazione di Reggio Emilia                           | Piazzale Marconi, 1                     | Reggio Emilia               | RE    | Centostazioni   | arany     |
| Stazione di Reggio Emilia AV Mediopadana            |                                         | Reggio Emilia               | RE    | RFI             | arany     |
| Stazione di Riccione                                | Piazzale Cadorna, 1A                    | Riccione                    | RN    | RFI             | ezüst     |
| Stazione di Rimini                                  | Piazza C. Battisti, 1                   | Rimini                      | RN    | Centostazioni   | arany     |
| Stazione di Rimini Miramare                         | fraz. Miramare - Viale Olivetti, 60     | Rimini                      | RN    | RFI             | ezüst     |
| Stazione di Rimini Torre Pedrera                    | Via della Lama, 2                       | Rimini                      | RN    | RFI             | bronz     |
| Stazione di Rimini Viserba                          | Via Curiel, 11                          | Rimini                      | RN    | RFI             | bronz     |
| Stazione di RiminiFiera                             | Quartiere Fiera                         | Rimini                      | RN    | RFI             | ezüst     |
| Stazione di Riola                                   | Via Nazionale, 70                       | Riola                       | BO    | RFI             | ezüst     |
| Stazione di Rolo-Novi-Fabbrico                      | Piazza Enrico Toti, 12                  | Rolo                        | RE    | RFI             | ezüst     |
| Stazione di Rottofreno                              | Via Stazione 27                         | Rottofreno                  | PC    | RFI             | bronz     |
| Stazione di Rubiera                                 | Via della Stazione, 1                   | Rubiera                     | RE    | RFI             | bronz     |
| Stazione di Russi                                   | Via della Repubblica                    | Russi                       | RA    | RFI             | ezüst     |
| Stazione di Sant'Agata sul Santerno                 | Viale Baccarini, 16                     | Sant’Agata sul Santerno     | RA    | RFI             | bronz     |
| Stazione di San Benedetto Sambro-Castiglione Pepoli | Via Ripoli 113                          | San Benedetto Val di Sambro | BO    | RFI             | ezüst     |
| Stazione di San Biagio                              | Via Monari, 63                          | Argenta                     | FE    | RFI             | bronz     |
| Stazione di San Cassiano                            | Viale Stazione n. 9                     | Brisighella                 | RA    | RFI             | bronz     |
| Stazione di San Felice sul Panaro                   | Piazza Dante, 2                         | San Felice sul Panaro       | MO    | RFI             | ezüst     |
| Stazione di San Giorgio di Piano                    | Via Roma, 1                             | San Giorgio di Piano        | BO    | RFI             | ezüst     |
| Stazione di San Giovanni in Persiceto               | Viale Minghetti, 11                     | San Giovanni in Persiceto   | BO    | RFI             | ezüst     |
| Stazione di San Giuliano Piacentino                 | Piazza Stazione                         | Castelvetro Piacentino      | PC    | RFI             | bronz     |
| Stazione di Sant'Ilario d'Enza                      | Via A.Gramsci, 3                        | Sant’Ilario d’Enza          | RE    | RFI             | bronz     |
| Stazione di San Lazzaro di Savena                   | via Caselle                             | San Lazzaro di Savena       | BO    | RFI             | bronz     |
| Stazione di San Martino in Gattara                  | Via Comunale                            | Brisighella                 | RA    | RFI             | bronz     |
| Stazione di San Nicolò                              | Via Belloni 28                          | Rottofreno                  | PC    | RFI             | bronz     |
| Stazione di San Patrizio                            | Via FerroVia, 2                         | Conselice                   | RA    | RFI             | bronz     |
| Stazione di San Pietro in Casale                    | Via C. Battisti 53                      | San Pietro in Casale        | BO    | RFI             | ezüst     |
| Stazione di Salsomaggiore Terme                     | Piazzale Stazione                       | Salsomaggiore Terme         | PR    | RFI             | ezüst     |
| Stazione di Samoggia                                | Viale Gramsci, 78                       | Anzola dell’Emilia          | BO    | RFI             | bronz     |
| Stazione di Santarcangelo di Romagna                | Piazza Espranto, 5                      | Santarcangelo di Romagna    | RN    | RFI             | ezüst     |
| Stazione di Sarmato                                 | Via Stazione 15                         | Sarmato                     | PC    | RFI             | bronz     |
| Stazione di Sasso Marconi                           | Via Stazione, 86                        | Sasso Marconi               | BO    | RFI             | ezüst     |
| Stazione di Savignano sul Rubicone                  | Via Marconi, 1                          | Savignano sul Rubicone      | FC    | RFI             | ezüst     |
| Stazione di Silla                                   | Via Passo del Soldato                   | Castel di Casio             | BO    | RFI             | ezüst     |
| Stazione di Solarolo                                | Via Stazione, F.S., 5                   | Solarolo                    | RA    | RFI             | bronz     |
| Stazione di Solignano                               | Via Capoluogo 12                        | Solignano                   | PR    | RFI             | bronz     |
| Stazione di Strada Casale                           | Via Riolo                               | Brisighella                 | RA    | RFI             | bronz     |
| Stazione di Torrile-San Polo                        | Via Grandi, 13                          | Torrile                     | PR    | RFI             | ezüst     |
| Stazione di Vaio Ospedale                           | Via Don Tincati ( Loc. Vaio)            | Fidenza                     | PR    | RFI             | bronz     |
| Stazione di Varignana                               | Via Pilastrino, 1295                    | Castel San Pietro Terme     | BO    | RFI             | bronz     |
| Stazione di Vergato                                 | Piazza Giovanni XXIII, 3                | Vergato                     | BO    | RFI             | ezüst     |
| Stazione di Vicofertile                             | Piazza Stazione n. 1                    | Parma                       | PR    | RFI             | bronz     |
| Stazione di Villanova d'Arda                        | V. Stazione                             | Villanova sull’Arda         | PC    | RFI             | bronz     |
| Stazione di Villanova di Reggiolo                   | Via Moglia, 25                          | Reggiolo                    | RE    | RFI             | bronz     |
| Stazione di Voltana                                 | Viale Stazione, 13/1                    | Lugo                        | RA    | RFI             | bronz     |